# Denguin
Denguin is een gemeente in het Franse departement Pyrénées-Atlantiques (regio Nouvelle-Aquitaine). De plaats maakt deel uit van het arrondissement Pau. Denguin telde op 1 januari 2022 1.774 inwoners.

## Geografie
De oppervlakte van Denguin bedroeg op 1 januari 2022 12,29 vierkante kilometer; de bevolkingsdichtheid was toen 144,3 inwoners per km².

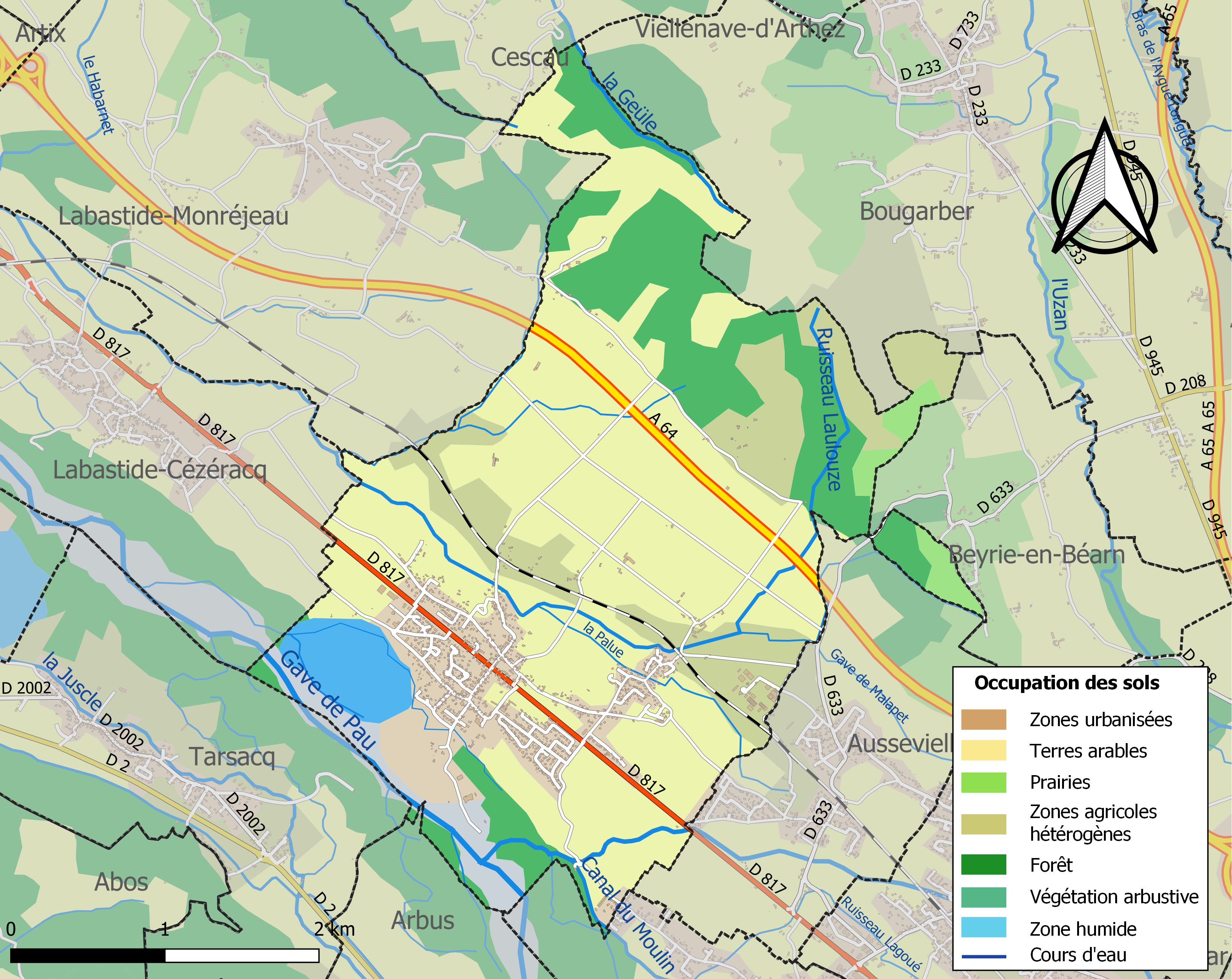
Kaart van de gemeente met belangrijkste infrastructuur, bodemgebruik en omliggende gemeenten

## Demografie
Onderstaande figuur toont het verloop van het inwonertal (bron: INSEE-tellingen).

## Geboren in Denguin
- Pierre Bourdieu (1930-2002), Frans socioloog